# Es Pony
It's Pony (Es Pony en Hispanoamérica y Este es Pony en España) es una serie de televisión animada británica-estadounidense creado por Ant Blades, y cuyo diseño, storyboard y animación fue realizado por Blue Zoo Animation Studio, para Nickelodeon. La serie se estrenó el 18 de enero de 2020 en Estados Unidos. La serie se estrenó el 4 de abril de 2020 en Latinoamérica y en España el 14 de septiembre de 2020 en Nickelodeon. El 9 de julio de 2020, la serie se renovó para una segunda temporada de 20 episodios. La serie se estrenó el 5 de septiembre de 2020 en Teleamazonas. La serie se finalizó el 26 de mayo de 2022 en Estados Unidos.

## Argumento
La serie trata sobre la vida de Annie, una niña de nueve años quien se muda del campo a la ciudad, donde tendrá que acostumbrarse a la vida urbana y resolver problemas cotidianos. Afortunadamente, cuenta con un poni, llamado Pony, a quien ama muchísimo. Pony quiere a Annie, pero su optimismo y entusiasmo llevarán a la pareja a situaciones inesperadas y no deseadas.

## Personajes

### Principales
- Annie (voz por Jessica DiCicco)
- Pony (voz por Josh Zuckerman)
- George (Abraham Benrubi)
- Helen (voz por India de Beaufort)

### Secundarios
- Fred (voz por Kal Penn)
- Brian (voz por Bobby Moynihan)
- Clara (voz por Taylor Polidore)
- Heston (voz por Josh Keaton)
- Directora Ramiro (voz por Rosario Dawson)
- Beatrice (voz por Megan Hilty)
- Henrietta (voz por Grey Griffin)
- Gerry (voz por Noshir Dalal)
- Mr. Pancks (voz por Mark Feuerstein)

## Producción
La serie se originó a partir de un corto titulado Pony, creado como parte del programa anual Nickelodeon Animated Shorts Program. La serie fue anunciada por primera vez durante una presentación inicial de Nickelodeon en 2018. El 9 de diciembre de 2019, se anunció que la serie se estrenaría el 18 de enero de 2020. Un episodio teaser fue lanzado en línea el 26 de diciembre de 2019.

## Episodios
| Temporada | Temporada | Episodios | Reino Unido           | Reino Unido            | Latinoamérica       | Latinoamérica       | España                   | España                |
| Temporada | Temporada | Episodios | Comienzo              | Final                  | Comienzo            | Final               | Comienzo                 | Final                 |
| --------- | --------- | --------- | --------------------- | ---------------------- | ------------------- | ------------------- | ------------------------ | --------------------- |
|           | 1         | 20        | 18 de enero de 2020   | 5 de diciembre de 2020 | 3 de abril de 2020  | 20 de marzo de 2021 | 14 de septiembre de 2020 | 20 de febrero de 2021 |
|           | 2         | 20        | 29 de octubre de 2021 | 26 de mayo de 2022     | 17 de abril de 2021 | 15 de julio de 2022 | 6 de marzo de 2021       | —                     |

### Temporada 1: 2020
| No. serie | No. temp. | Título                                                                   | Estreno en Estados Unidos | Estreno en Latinoamérica                                                 | Estreno en España        | Cód. Prod. | Audiencia (millones) |
| --- | --------- | ------------------------------------------------------------------------ | ------------------------- | ------------------------------------------------------------------------ | ------------------------ | ---------- | -------------------- |
| 1a | 1a        | «Un pony curioso (LA)» «Nosy Pony»                                       | 18 de enero de 2020       | 11 de abril de 2020 (México)19 de abril de 2020 (Resto de Latinoamérica) | 15 de septiembre de 2020 | 102a       | 0.96                 |
| 1b | 1b        | «Beatrice (LA/ES)» «Beatrice»                                            | 18 de enero de 2020       | 11 de abril de 2020 (México)19 de abril de 2020 (Resto de Latinoamérica) | 15 de septiembre de 2020 | 102b       | 0.96                 |
| 2 | 2         | «Unicornio (LA/ES)» «Unicorn»                                            | 25 de enero de 2020       | 18 de abril de 2020 (México)25 de abril de 2020 (Resto de Latinoamérica) | 16 de septiembre de 2020 | 103b       | 0.75                 |
| Cuando Pony cree erróneamente ser un unicornio, Annie lo usará para apoyar su venta para pasteles y así salvar la cancha deportiva local.                                                              |           |                                                                          |                           |                                                                          |                          |            |                      |
| 3 | 3         | «¡Plantas! (LA/ES)» «Plants!»                                            | 25 de enero de 2020       | 3 de abril de 2020                                                       | 14 de septiembre de 2020 | 101a       | 0.75                 |
| Cuando Pony adquiere una fobia hacia las plantas, Annie intentará ayudarlo a vencer su miedo, antes de su viaje de campamento escolar.                                                                 |           |                                                                          |                           |                                                                          |                          |            |                      |
| 4 | 4         | «El abrigo de Heston (LA/ES)» «Heston's Coat»                            | 1 de febrero de 2020      | 4 de abril de 2020 (México)18 de abril de 2020 (Resto de Latinoamérica)  | 14 de septiembre de 2020 | 101b       | 0.57                 |
| Heston le presta su nuevo abrigo a Annie en un día frío, pero Annie sabe que es solo cuestión de tiempo antes de que Pony lo arruine.                                                                  |           |                                                                          |                           |                                                                          |                          |            |                      |
| 5 | 5         | «Caballos y vídeojuegos (LA)» «Caballo jugador (ES)» «Game Horse»        | 1 de febrero de 2020      | 18 de abril de 2020 (México)25 de abril de 2020 (Resto de Latinoamérica) | 16 de septiembre de 2020 | 103a       | 0.57                 |
| Annie y Pony usan sus habilidades en los videojuegos para salvar a sus amigos. |           |                                                                          |                           |                                                                          |                          |            |                      |
| 6a | 6a        | «Horace (LA/ES)» «Horace»                                                | 8 de febrero de 2020      | 6 de julio de 2020                                                       | 17 de septiembre de 2020 | 104a       | 0.75                 |
| Annie puede evitar su castigo si puede curar la planta moribunda de la directora, pero el plan fracasa cuando Pony se apega a ella.                                                                    |           |                                                                          |                           |                                                                          |                          |            |                      |
| 6b | 6b        | «La bota (LA/ES)» «The Boot»                                             | 8 de febrero de 2020      | 6 de julio de 2020                                                       | 17 de septiembre de 2020 | 104b       | 0.75                 |
| Un plan a medias de Pony hace que Annie pierda una de sus botas, la cual necesita desesperadamente para una foto familiar.                                                                             |           |                                                                          |                           |                                                                          |                          |            |                      |
| 7a | 7a        | «Distracciones (LA/ES)» «Distractions»                                   | 15 de febrero de 2020     | 7 de julio de 2020                                                       | 18 de septiembre de 2020 | 105a       | 0.42                 |
| Pony sigue distrayendo a Annie, lo que dificulta su parte en un proyecto científico, en el que Gerry cuenta con ella para realizar.                                                                    |           |                                                                          |                           |                                                                          |                          |            |                      |
| 7b | 7b        | «El sillón mágico (LA) El sillón regalador (ES)» «The Giving Chair»      | 15 de febrero de 2020     | 7 de julio de 2020                                                       | 18 de septiembre de 2020 | 105b       | 0.42                 |
| Annie va con Pony a la librería para comprar uno de los libros de su padre, y encuentran una silla cómoda que les da lo que quieran.                                                                   |           |                                                                          |                           |                                                                          |                          |            |                      |
| 8a | 8a        | «Corte de cabello (LA) El Corte de Pelo (ES)» «Haircut»                  | 22 de febrero de 2020     | 8 de julio de 2020                                                       | 21 de septiembre de 2020 | 106a       | 0.68                 |
| Annie necesita un corte de cabello y Pony le muestra que una simple tarea puede ser una aventura. |           |                                                                          |                           |                                                                          |                          |            |                      |
| 8b | 8b        | «El cumpleaños de Gerry (LA/ES)» «Gerry's Birthday»                      | 22 de febrero de 2020     | 8 de julio de 2020                                                       | 22 de septiembre de 2020 | 106b       | 0.68                 |
| Annie y Pony quieren darle a Gerry el mejor cumpleaños, pero su entusiasmo arruina las cosas. |           |                                                                          |                           |                                                                          |                          |            |                      |
| 9a | 9a        | «Pony mascota (LA/ES)» «Pet Pony»                                        | 29 de febrero de 2020     | 9 de julio de 2020                                                       | 23 de septiembre de 2020 | 107a       | 0.71                 |
| Se prohíben mascotas en el edificio, Annie y Pony tendrán que convencer al dueño de que cambie de idea.                                                                                                |           |                                                                          |                           |                                                                          |                          |            |                      |
| 9b | 9b        | «Día de perros (LA)» «El dia de Perry (ES)» «Dog Day»                    | 29 de febrero de 2020     | 9 de julio de 2020                                                       | 24 de septiembre de 2020 | 107b       | 0.68                 |
| El perro vecino, enemigo de Pony, se queda en casa de Annie y ella busca una forma de hacer que se lleven bien.                                                                                        |           |                                                                          |                           |                                                                          |                          |            |                      |
| 10a | 10a       | «Siendo útil (LA)» «Util (ES)» «Useful»                                  | 7 de marzo de 2020        | 10 de julio de 2020                                                      | 25 de septiembre de 2020 | 108a       | 0.54                 |
| A Annie le preocupa que papá piense que Pony es inútil y quiera deshacerse de él. |           |                                                                          |                           |                                                                          |                          |            |                      |
| 10b | 10b       | «¡Pisotón! (LA/ES)» «Stompy»                                             | 7 de marzo de 2020        | 10 de julio de 2020                                                      | 28 de septiembre de 2020 | 108b       | 0.54                 |
| Annie va a jugar su primer partido de soccer, pero Pony le da un pisotón por accidente. |           |                                                                          |                           |                                                                          |                          |            |                      |
| 11a | 11a       | «Pony de entregas (LA)» «Pony de reparto (ES)» «Delivery Pony»           | 14 de marzo de 2020       | 10 de agosto de 2020                                                     | 29 de septiembre de 2020 | 109a       | 0.54                 |
| El nuevo servicio de entregas de Annie y Pony se ve amenazado por una gran corporación. |           |                                                                          |                           |                                                                          |                          |            |                      |
| 11b | 11b       | «Annie mágica (LA)» «Annie la Maga (ES)» «Magic Annie»                   | 14 de marzo de 2020       | 11 de agosto de 2020                                                     | 30 de septiembre de 2020 | 109b       | 0.54                 |
| Annie debe encontrar el mejor regalo del día de las madres y Pony está convencido de que la magia de Annie es real.                                                                                    |           |                                                                          |                           |                                                                          |                          |            |                      |
| 12a | 12a       | «Gallina malvada (LA)» «Gallina mala (ES)» «Bad Chicken»                 | 1 de junio de 2020        | 12 de agosto de 2020                                                     | 1 de octubre de 2020     | 110a       | 0.45                 |
| Annie y Pony ayudan a una gallina a tener más confianza, pero las cosas no salen como esperan. |           |                                                                          |                           |                                                                          |                          |            |                      |
| 12b | 12b       | «Gerry, el guía del museo (LA)» «La Visita de Gerry (ES)» «Gerry's Tour» | 2 de junio de 2020        | 13 de agosto de 2020                                                     | 2 de octubre de 2020     | 110b       | 0.36                 |
| Annie y Pony ayudan a Gerry a convertirse en guía del museo. |           |                                                                          |                           |                                                                          |                          |            |                      |
| 13a | 13a       | «Boleto de 10 minutos (LA)» «10 Minute Ticket»                           | 3 de junio de 2020        | 9 de noviembre de 2020                                                   | 30 de noviembre de 2020  | 111a       | 0.46                 |
| Para no pagar el estacionamiento, los Bramley deberán recorrer el centro comercial en menos de 10 minutos.                                                                                             |           |                                                                          |                           |                                                                          |                          |            |                      |
| 13b | 13b       | «El tiempo libre de Clara (LA)» «Clara Time»                             | 4 de junio de 2020        | 10 de noviembre de 2020                                                  | 30 de noviembre de 2020  | 111b       | 0.41                 |
| Annie cree que Clara los evita a ella y a Pony. |           |                                                                          |                           |                                                                          |                          |            |                      |
| 14a | 14a       | «Caballo ruidoso (LA/ES)» «Loud Horse»                                   | 24 de agosto de 2020      | 12 de noviembre de 2020                                                  | 1 de diciembre de 2020   | 113a       | 0.53                 |
| Una vecina ruidosa no deja dormir a Annie, y ella y Pony buscan la forma de callarla. |           |                                                                          |                           |                                                                          |                          |            |                      |
| 14b | 14b       | «Annie está enferma (LA/ES)» «Sick Annie»                                | 25 de agosto de 2020      | 13 de noviembre de 2020                                                  | 1 de diciembre de 2020   | 113b       | 0.53                 |
| Annie está enferma y no puede subir a la nueva montaña rusa, Pony intenta todo para que Annie se sienta mejor.                                                                                         |           |                                                                          |                           |                                                                          |                          |            |                      |
| 15a | 15a       | «El baile escolar (LA)» «School Dance»                                   | 26 de agosto de 2020      | 1 de febrero de 2021                                                     | 2 de diciembre de 2020   | 114a       | 0.51                 |
| Nadie quiere ir al baile de San Valentín de la escuela, así que Annie y Pony intentan cancelarlo. |           |                                                                          |                           |                                                                          |                          |            |                      |
| 15b | 15b       | «El discurso de papá (LA)» «Dad's Speech»                                | 27 de agosto de 2020      | 2 de febrero de 2021                                                     | 2 de diciembre de 2020   | 114b       | 0.54                 |
| Annie ayuda a su papá a superar su pánico escénico y le pide que sea más como Pony. |           |                                                                          |                           |                                                                          |                          |            |                      |
| 16a | 16a       | «El espantapájaros (LA/ES)» «Scarecrow»                                  | 23 de octubre de 2020     | 26 de octubre de 2020                                                    | 3 de diciembre de 2020   | 112a       | 0.44                 |
| Pony golpea a un espantapájaros, lo que provoca que los cuervos infesten las calabazas y la casa. |           |                                                                          |                           |                                                                          |                          |            |                      |
| 16b | 16b       | «Babanzanas (LA)» «Manzanas Pone (ES)» «Poneapples»                      | 23 de octubre de 2020     | 11 de noviembre de 2020                                                  | 4 de diciembre de 2020   | 112b       | 0.44                 |
| Después de que papá les dice a Annie y Pony que laven las manzanas para venderlas al público, pero él elige lavar las manzanas con la boca, lo que hace que Annie obtenga más dinero por sus tarjetas. |           |                                                                          |                           |                                                                          |                          |            |                      |
| 17a | 17a       | «Pony fanático (LA)» «Fan Pony»                                          | 7 de noviembre de 2020    | 20 de marzo de 2021                                                      | 7 de diciembre de 2020   | 120a       | 0.48                 |
| Annie y Pony ganan un concurso para conocer a su cantante favorito, pero a él no le gustan los ponis.                                                                                                  |           |                                                                          |                           |                                                                          |                          |            |                      |
| 17b | 17b       | «Mamá policía (LA)» «Cop Mom»                                            | 7 de noviembre de 2020    | 20 de marzo de 2021                                                      | 8 de diciembre de 2020   | 120b       | 0.44                 |
| Mamá se une a la vigilancia del vecindario y Annie y Pony creen que ella es una heroína. |           |                                                                          |                           |                                                                          |                          |            |                      |
| 18a | 18a       | «Annie-versario (LA/ES)» «Annie-versary»                                 | 14 de noviembre de 2020   | 3 de febrero de 2021                                                     | 20 de febrero de 2021    | 115a       | 0.54                 |
| Pony celebra un día especial, pero Annie no sabe que están celebrando. |           |                                                                          |                           |                                                                          |                          |            |                      |
| 18b | 18b       | «La mascota de la clase (LA)» «Teacher's Pet»                            | 14 de noviembre de 2020   | 4 de febrero de 2021                                                     | 9 de diciembre de 2020   | 115b       | 0.54                 |
| Pony, por fin, puede ir a la escuela con Annie, cuando se convierte en la mascota de la clase. |           |                                                                          |                           |                                                                          |                          |            |                      |
| 19a | 19a       | «Recoger basura (LA)» «Trash Dash»                                       | 21 de noviembre de 2020   | 5 de febrero de 2021                                                     | 10 de diciembre de 2020  | 117a       | 0.53                 |
| Pony es acusado de comerse las margaritas del parque. |           |                                                                          |                           |                                                                          |                          |            |                      |
| 19b | 19b       | «Salven al took took (LA)» «Save the Took Took»                          | 21 de noviembre de 2020   | 5 de febrero de 2021                                                     | 11 de diciembre de 2020  | 117b       | 0.53                 |
| Todos recolectan dinero para caridad, pero Annie busca una causa donde realmente necesiten su ayuda y la de Pony.                                                                                      |           |                                                                          |                           |                                                                          |                          |            |                      |
| 20 | 20        | «La navidad de los Bramley (LA/ES)» «Bramley Holiday»                    | 5 de diciembre de 2020    | 23 de diciembre de 2020                                                  | 25 de diciembre de 2020  | 116        | —                    |
| Los Bramley deben buscar la forma de celebrar sus tradiciones y estar juntos en Navidad. |           |                                                                          |                           |                                                                          |                          |            |                      |

### Temporada 2: 2021-2022
| No. serie | No. temp. | Título                                                                     | Estreno en Estados Unidos | Estreno en Latinoamérica                                                | Estreno en España  | Cód. Prod. | Audiencia (millones) |
| --- | --------- | -------------------------------------------------------------------------- | ------------------------- | ----------------------------------------------------------------------- | ------------------ | ---------- | -------------------- |
| 21 | 1         | «Los cazadores del cine perdido (LA)» «Raiders of the Lost Cinema»         | 29 de octubre de 2021     | 30 de octubre de 2021                                                   | —                  | 209        | 0.02                 |
| Annie y sus amigos buscarán el legendario cine perdido y su tienda llena de caramelos. Pero el miedo de Pony por Halloween, junto con unos adolescentes, amenazan con arruinar sus planes.       |           |                                                                            |                           |                                                                         |                    |            |                      |
| 22a | 2a        | «La voz de Annie (LA)» «Annie's Voice»                                     | 9 de diciembre de 2021    | 11 de febrero de 2022                                                   | —                  | 211a       | 0.04                 |
| Annie pierde su voz antes del Festival de Invierno y Pony se ofrece para hablar por ella. |           |                                                                            |                           |                                                                         |                    |            |                      |
| 22b | 2b        | «Lo de siempre (LA)» «Business as Usual»                                   | 9 de diciembre de 2021    | 14 de marzo de 2022                                                     | —                  | 211b       | 0.11                 |
| Annie y Pony pierden a Perro y Pony toma su lugar para engañar a la Sra. Okaba hasta que Annie regrese.                                                                                          |           |                                                                            |                           |                                                                         |                    |            |                      |
| 23a | 3a        | «La billetera (LA/ES)» «The Wallet»                                        | 17 de enero de 2022       | 17 de abril de 2021                                                     | 6 de marzo de 2021 | 118a       | 0.05                 |
| Annie encuentra una billetera y quiere devolverla para probar que es una buena persona. |           |                                                                            |                           |                                                                         |                    |            |                      |
| 23b | 3b        | «Atrapados fuera de casa (LA)» «Fuera de casa (ES)» «Locked Out»           | 17 de enero de 2022       | 17 de abril de 2021                                                     | 6 de marzo de 2021 | 118b       | —                    |
| Annie y Pony se quedan atrapados fuera del edificio y sus vecinos no quieren dejarlos entrar. |           |                                                                            |                           |                                                                         |                    |            |                      |
| 24a | 4a        | «Annie la positiva (LA)» «Always Yes Annie»                                | 20 de enero de 2022       | 24 de abril de 2021                                                     | 6 de marzo de 2021 | 119a       | —                    |
| Pony le apuesta a Annie que no puede pasar todo el día sin decirle que no a todas sus locas ideas.                                                                                               |           |                                                                            |                           |                                                                         |                    |            |                      |
| 24b | 4b        | «Annie la positiva (LA)» «Always Yes Annie»                                | 20 de enero de 2022       | 24 de abril de 2021                                                     | 6 de marzo de 2021 | 119b       | —                    |
| Annie está decidida a ir a su primera pijamada con amigos. |           |                                                                            |                           |                                                                         |                    |            |                      |
| 25a | 3a        | «Las gallinas voladoras (LA)» «Flight of the Chickens»                     | 27 de enero de 2022       | 1 de mayo de 2021                                                       | —                  | 201a       | —                    |
| Mamá y papá salen y Annie los convence de quedarse sola, las gallinas escapan y deben encontrarlas.                                                                                              |           |                                                                            |                           |                                                                         |                    |            |                      |
| 25b | 3b        | «Henrietta, la psíquica (LA)» «Henrietta the Psychic»                      | 27 de enero de 2022       | 1 de mayo de 2021                                                       | —                  | 201b       | —                    |
| Henrietta predice que Pony arruinará los intentos de Annie de ganar un paseo por el zoológico.                                                                                                   |           |                                                                            |                           |                                                                         |                    |            |                      |
| 26a | 4a        | «Annie contra Pony (LA)» «Annie vs. Pony»                                  | 3 de febrero de 2022      | 7 de febrero de 2022                                                    | —                  | 203a       | —                    |
| Annie quiere ganar un premio que no sea solo por participación así que inscribe a Pony a un concurso de mascotas, pero Pony tiene otras ideas y decide participar con su propia mascota.         |           |                                                                            |                           |                                                                         |                    |            |                      |
| 26b | 4b        | «Encontremos a Sapphire (LA)» «Get Sapphire»                               | 3 de febrero de 2022      | 8 de febrero de 2022                                                    | —                  | 203b       | —                    |
| Annie y Pony quieren leer la última entrega de una trilogía y Pony hace lo que sea para conseguir una copia.                                                                                     |           |                                                                            |                           |                                                                         |                    |            |                      |
| 27a | 5a        | «El día del cerdo (LA)» «Pighog Day»                                       | 10 de febrero de 2022     | 11 de octubre de 2021                                                   | —                  | 202a       | —                    |
| Annie celebra el día del cerdo y papá quiere evitar que sufra la misma humillación que él sufrió.                                                                                                |           |                                                                            |                           |                                                                         |                    |            |                      |
| 27b | 5b        | «Segundo mejor amigo (LA)» «Second Best Friend»                            | 10 de febrero de 2022     | 11 de octubre de 2021 (Sur)12 de octubre de 2021 (México y Panregional) | —                  | 202b       | —                    |
| Michael, la mosca, pone a Gerry en peligro y Pony debe convencer a Annie de que Michael es real.                                                                                                 |           |                                                                            |                           |                                                                         |                    |            |                      |
| 28a | 6a        | «El auto de Pony (LA)» «Pony Car»                                          | 17 de febrero de 2022     | 12 de octubre de 2021 (Sur)13 de octubre de 2021 (México y Panregional) | —                  | 204a       | —                    |
| Annie y sus amigos son invitados a la fiesta del primo de Clara, y Pony arma un auto para que lleguen con estilo.                                                                                |           |                                                                            |                           |                                                                         |                    |            |                      |
| 28b | 6b        | «La boda secreta (LA)» «Wedding Planners»                                  | 17 de febrero de 2022     | 12 de octubre de 2021 (Sur)14 de octubre de 2021 (México y Panregional) | —                  | 204b       | —                    |
| Annie y Pony descubren que Mamá y Papá no están casados, y deciden hacerles una boda secreta. |           |                                                                            |                           |                                                                         |                    |            |                      |
| 29a | 7a        | «El callejón de los gatos (LA)» «Cat Alley»                                | 24 de febrero de 2022     | 10 de julio de 2021                                                     | —                  | 205a       | —                    |
| Annie intenta tomar un atajo a través de un callejón para evitar llegar tarde a la escuela. |           |                                                                            |                           |                                                                         |                    |            |                      |
| 29b | 7b        | «Salvemos al caballo (LA)» «Saving Horse»                                  | 24 de febrero de 2022     | 10 de julio de 2021                                                     | —                  | 205b       | —                    |
| Cuando el parque es destrozado con grafitis y la escultura favorita de Pony está amenazada, él y Annie deben encontrar una manera de detener al vándalo.                                         |           |                                                                            |                           |                                                                         |                    |            |                      |
| 30a | 8a        | «Convención de historietas (LA)» «Comic Connival»                          | 3 de marzo de 2022        | 14 de octubre de 2021 (Sur)19 de octubre de 2021 (México y Panregional) | —                  | 207a       | —                    |
| En la convención de historietas, Annie quiere conocer a su personaje favorito de la serie Súper Caballo, Radiante Equinova, pero Pony, accidentalmente hace que la quiten de la serie.           |           |                                                                            |                           |                                                                         |                    |            |                      |
| 30b | 8b        | «Un caballo sobre el tejado caliente (LA)» «Horse on a Hot Tin Roof»       | 3 de marzo de 2022        | 14 de octubre de 2021 (Sur)20 de octubre de 2021 (México y Panregional) | —                  | 207b       | —                    |
| Pony se pone celoso de que Annie y sus amigos actúen en la obra escolar. |           |                                                                            |                           |                                                                         |                    |            |                      |
| 31a | 9a        | «La canción de la tierra (LA)» «Song of the Soil»                          | 10 de marzo de 2022       | 15 de octubre de 2021 (Sur)21 de octubre de 2021 (México y Panregional) | —                  | 208a       | —                    |
| Mamá y papá se lastiman la espalda y depende de Annie y Pony cosecharlo todo. |           |                                                                            |                           |                                                                         |                    |            |                      |
| 31b | 9b        | «Un pony crédulo (LA)» «Street Smart»                                      | 10 de marzo de 2022       | 15 de octubre de 2021 (Sur)22 de octubre de 2021 (México y Panregional) | —                  | 208b       | —                    |
| Pony pierde el dinero de Annie en una estafa y Annie decide enseñarle a no ser tan crédulo, pero las cosas no salen bien.                                                                        |           |                                                                            |                           |                                                                         |                    |            |                      |
| 32a | 10a       | «Ponopoly (LA)» «Ponopoly»                                                 | 17 de marzo de 2022       | 9 de febrero de 2022                                                    | —                  | 210a       | —                    |
| Annie cree que su noche de diversión será aburrida, hasta que Pony los hace jugar Ponopoly Plus.                                                                                                 |           |                                                                            |                           |                                                                         |                    |            |                      |
| 32b | 10b       | «Annie para presidenta (LA)» «President Annie»                             | 17 de marzo de 2022       | 10 de febrero de 2022                                                   | —                  | 210b       | —                    |
| Annie decide postularse para ser la nueva presidenta de la Asociación de vecinos. |           |                                                                            |                           |                                                                         |                    |            |                      |
| 33a | 11a       | «Energía bovina (LA)» «Cow Power»                                          | 24 de marzo de 2022       | 15 de marzo de 2022                                                     | —                  | 212a       | —                    |
| Annie y Pony adoptan una vaca, pero después parece imposible deshacerse de ella. |           |                                                                            |                           |                                                                         |                    |            |                      |
| 33b | 11b       | «Pony programador (LA)» «I.T. Pony»                                        | 24 de marzo de 2022       | 16 de marzo de 2022                                                     | —                  | 212b       | —                    |
| Annie cree que Pony es un genio de la programación, hasta que su aplicación pone a las personas en peligro.                                                                                      |           |                                                                            |                           |                                                                         |                    |            |                      |
| 34a | 12a       | «Mega diversión en familia (LA)» «Family Free for All»                     | 31 de marzo de 2022       | 17 de marzo de 2022                                                     | —                  | 213a       | —                    |
| La familia Bramley es elegida para ir a un programa de televisión y a Annie le preocupa el entusiasmo de Pony.                                                                                   |           |                                                                            |                           |                                                                         |                    |            |                      |
| 34b | 12b       | «Pony de la suerte (LA)» «Lucky Pony»                                      | 31 de marzo de 2022       | 18 de marzo de 2022                                                     | —                  | 213b       | —                    |
| Pony cree que es el amuleto de la suerte de Annie durante unas carreras. |           |                                                                            |                           |                                                                         |                    |            |                      |
| 35 | 13        | «Pony de ciudad, Pony de campo (LA)» «City Pony, Country Pony»             | 7 de abril de 2022        | 18 de abril de 2022 (214A)19 de abril de 2022 (214B)                    | —                  | 214        | —                    |
| A Annie, le preocupa que Pony pase demasiado tiempo en la ciudad y le pide a su familia mudarse a una granja de verdad.Puedes sacar a Pony de la ciudad, pero no puedes sacar la ciudad de Pony. |           |                                                                            |                           |                                                                         |                    |            |                      |
| 36a | 14a       | «La máquina del tiempo (LA)» «Hot Tub Brine Machine»                       | 14 de abril de 2022       | 20 de abril de 2022                                                     | —                  | 215a       | —                    |
| Papá le dice a Pony que su barril de encurtidos es una "máquina del tiempo para vegetales" y Pony intenta ir al futuro.                                                                          |           |                                                                            |                           |                                                                         |                    |            |                      |
| 36b | 14b       | «La vida secreta de Pony (LA)» «The Secret Life of Pony»                   | 14 de abril de 2022       | 21 de abril de 2022                                                     | —                  | 215b       | —                    |
| Annie sospecha que Pony tiene una vida secreta cuando ella está en la escuela. |           |                                                                            |                           |                                                                         |                    |            |                      |
| 37a | 15a       | «Viajeros del espacio (LA)» «Space Shippers»                               | 21 de abril de 2022       | 12 de julio de 2022                                                     | —                  | 217a       | —                    |
| A Annie y Pony les preocupa que el tímido Gerry nunca se reúna con Clara, por lo que deciden tomar el asunto en sus propias manos.                                                               |           |                                                                            |                           |                                                                         |                    |            |                      |
| 37b | 15b       | «El monstruo del lago (LA)» «The Lakey Loos»                               | 21 de abril de 2022       | 12 de julio de 2022                                                     | —                  | 217b       | —                    |
| El pescadero del mercado, el Sr. Gravlax, cree que hay un monstruo en el lago, pero todas sus fotos se parecen extrañamente a Pony.                                                              |           |                                                                            |                           |                                                                         |                    |            |                      |
| 38a | 16a       | «Los bolos (LA)» «Bowled Over»                                             | 28 de abril de 2022       | 13 de julio de 2022                                                     | —                  | 218a       | —                    |
| ¡Annie comienza a jugar bolos para impresionar a un niño llamado Theo y Pony tiene los dedos! |           |                                                                            |                           |                                                                         |                    |            |                      |
| 38b | 16b       | «Expreso al desastre (LA)» «Disaster Express»                              | 28 de abril de 2022       | 13 de julio de 2022                                                     | —                  | 218b       | —                    |
| Cuando Pony cree que el viaje en metro a una sala de escape es la sala de escape, Annie necesita evitar que cause un desastre en el transporte público.                                          |           |                                                                            |                           |                                                                         |                    |            |                      |
| 39a | 17a       | «Pony todopoderoso (LA)» «Pony Almighty»                                   | 5 de mayo de 2022         | 14 de julio de 2022                                                     | —                  | 219a       | —                    |
| Pony descubre una reliquia con un grabado tosco que parece sugerir que es un antiguo dios de las travesuras.                                                                                     |           |                                                                            |                           |                                                                         |                    |            |                      |
| 39b | 17b       | «Annie la influencer (LA)» «Annie the Influencer»                          | 5 de mayo de 2022         | 14 de julio de 2022                                                     | —                  | 219b       | —                    |
| Pony debe hacer lo que sea necesario para evitar que Annie se obsesione con una nueva aplicación de redes sociales.                                                                              |           |                                                                            |                           |                                                                         |                    |            |                      |
| 40a | 18a       | «Nunca aceptes el consejo de un Pony (LA)» «Never Take Advice From a Pony» | 12 de mayo de 2022        | 11 de julio de 2022                                                     | —                  | 216a       | —                    |
| Cuando Annie tiene un mal día, Pony la consuela con su nariz suave y sus consejos, pero ¿qué sucede cuando empieza a dar consejos a los ciudadanos de Pickleton?                                 |           |                                                                            |                           |                                                                         |                    |            |                      |
| 40b | 18b       | «Desastre en la luna (LA)» «Moon Face-Off»                                 | 12 de mayo de 2022        | 11 de julio de 2022                                                     | —                  | 216b       | —                    |
| Pony y Annie descubren que no es fácil ponerse en el lugar del otro cuando cambian de cuerpo en un juego de realidad virtual.                                                                    |           |                                                                            |                           |                                                                         |                    |            |                      |
| 41a | 19a       | «Pony, vuelve a casa (LA)» «Pony, Come Home»                               | 19 de mayo de 2022        | 15 de julio de 2022                                                     | —                  | 220a       | —                    |
| Annie y sus amigos planean un atraco para rescatar a Pony de un niño rico que cree que ahora es su dueño.                                                                                        |           |                                                                            |                           |                                                                         |                    |            |                      |
| 41b | 19b       | «Salsa especial (LA)» «Special Sauce»                                      | 19 de mayo de 2022        | 15 de julio de 2022                                                     | —                  | 220b       | —                    |
| Cuando Gerry adopta una roca como mascota, comienza a tener aventuras al estilo de Annie y Pony, quienes se preocupan por haber perdido su "salsa especial".                                     |           |                                                                            |                           |                                                                         |                    |            |                      |
| 42a | 20a       | «Diversión en la playa (LA)» «Beachy Weachy Weach»                         | 26 de mayo de 2022        | 13 de octubre de 2021 (Sur)15 de octubre de 2021 (México y Panregional) | —                  | 206a       | —                    |
| Annie y sus amigos quieren nadar al muelle flotante, pero Pony prefiere jugar en la arena. |           |                                                                            |                           |                                                                         |                    |            |                      |
| 42b | 20b       | «Una abeja atrapada (LA)» «Bee In a Jar»                                   | 26 de mayo de 2022        | 13 de octubre de 2021 (Sur)18 de octubre de 2021 (México y Panregional) | —                  | 206b       | —                    |
| Brian pierde su trabajo por culpa de su hermana, y Annie y Pony deciden ayudarla a encontrar otro.                                                                                               |           |                                                                            |                           |                                                                         |                    |            |                      |